# The Rummage Sale (film 1910)
The Rummage Sale è un cortometraggio muto del 1910 diretto da Sam Morris. Prodotto dalla American Film Manufacturing Company, il film aveva come interpreti Dot Farley e Adrienne Kroell.

## Trama
Una coppia di gemelli accompagna la madre ad una vendita di beneficenza.

## Produzione
Il film fu prodotto dall'American Film Manufacturing Company.

## Distribuzione
Distribuito dalla Motion Picture Distributors and Sales Company, uscì nelle sale cinematografiche degli Stati Uniti il 12 dicembre 1910.